# Jens Petter Hauge
Jens Petter Hauge (ur. 12 października 1999 w Bodø) – norweski piłkarz występujący na pozycji napastnika, reprezentant Norwegii. Wychowanek FK Bodø/Glimt, w trakcie swojej kariery grał także w takich zespołach, jak Aalesunds oraz Milan.